# Лунно нокътоопашато валаби
Лунно нокътоопашато валаби (Onychogalea lunata) е изчезнал вид бозайник от семейство Кенгурови (Macropodidae).